# Algimia de Alfara
Algimia de Alfara település Spanyolországban, Valencia tartományban. Algimia de Alfara Alfara de la Baronia, Sagunt, Torres Torres és Segorbe községekkel határos. Lakosainak száma 1104 fő (2024).

## Népesség
A település lakosságának változását az alábbi diagram mutatja:
| Lakosok száma | 870  | 959  | 1039 | 1086 | 1048 | 1043 | 1051 | 1011 | 1106 | 1104 |
|               | 2001 | 2004 | 2007 | 2009 | 2012 | 2014 | 2017 | 2019 | 2022 | 2024 |